# El ametralladora (película de 1943)
El ametralladora es una película mexicana dirigida por Jaime L. Robles y estrenada en 1943. Rodada en B/N.